# 理想主義
理想主義（りそうしゅぎ、英: idealism）とは、国際協調によって平和を構築しようとする国際関係論における学説を言う。国際社会における道義や倫理、国際法や国際機関を重視し、平和が万国の利益であると考えた。これに基づいて平和教育の推進、不戦条約の締結、国際連盟の創設が行われた。現実主義の対極に位置すると考えられる。

## 概要
理想主義は、第一次世界大戦の戦禍からしばしば唱えられるようになったが、カによって平和は各国の勢力均衡政策によって維持されるのであり、理想主義に対して、既得権益を持たない国は、大国による「平和の欺瞞」との不満を持つ傾向が強く、理想主義を批判している。（対極にテロリズムを置けば、事態が明確になる）。また第二次世界大戦の勃発によって理想主義は失敗したと思われた。その基幹的な思想をリベラリズムにもたらした。
1980年代以降、国際関係論における理想主義的伝統の主要な論者、アルフレッド・ジマーン、ノーマン・エンジェル、ジョン・メイナード・ケインズ、ジョン・ホブソン、レオナード・ウルフ、ギルバート・マレイ、フローレンス・スタウェル、フィリップ・ヘンリー・カー、アーノルド・トインビー、レスター・ピアソン、デビッド・デイビスなどに関する研究が次々と出されている。